# A büntethetőség elévülése
A büntethetőség elévülése a büntetőjogban azt jelenti, hogy bizonyos időtartam eltelte után a büntethetőség megszűnik. Intézménye a legtöbb jogrendben megtalálható, és az időtartamok tekintetében változatos megoldásokat alkalmaznak; továbbá léteznek olyan esetek is, amikor az elévülés nem következik be. A nemzetközi jog szabályai szerint a népirtás, az emberiesség elleni bűncselekmények és a háborús bűncselekmények soha nem évülnek el.
A büntethetőség elévülése egy büntethetőséget megszüntető ok, melyet hazánkban a Büntető Törvénykönyv (Btk.) nevesít. Ez azt jelenti, hogy maga az elkövető által elkövetett cselekmény büntetendő ugyan, de már nem lehet büntetést kiszabni. Ezt okozza még az elkövető halála, a kegyelem, illetve esetlegesen törvényben meghatározott egyéb ok.
Az elévüléshez időmúlás kell, amely alatt semmilyen eljárási cselekményt nem végeznek. Ez jellemzően a büntetési tétel felső határa, ha pedig ez nem éri el az 5 évet, akkor 5 év.
A büntethetőség elévülésének jogpolitikai oka kettős. Egyfelől figyelembe veszi azt, hogy bizonyos bűncselekmények esetében az idő előrehaladtával a büntetés kiszabása körében felmerül egyfajta "érdekmúlás", azaz az elkövetett cselekmény súlya oly csekéllyé válik, hogy már a sértett számára sem bír az egész bűncselekmény nagy jelentőséggel, ahogy a bűnüldöző szervek részéről is aránytalanul nagy ráfordítást igényelne az eljárás lefolytatása. Másfelől az időfaktor a bizonyítás elnehezülésével jár együtt - a tanúk memóriája rosszabbá válik, nem emlékeznek pontosan a történtekre, összemosódnak az események a gondolatvilágukban, utóbb lehetetlenné válik a történtek pontos rekonstruálása stb.
A büntethetőség elévülése egy objektív körülmény, tehát független az elkövetőtől, és attól, hogy megbánta a tettét.
A hazai büntetőjog a fiatalkorúakra több szempontból is speciális szabályokat állapít meg, nincs ez másként a büntethetőség elévülése terén sem. Ennek oka a 14-18 év közötti elkövetők személyiségének még csak formálódása, és az a jogpolitikai cél, hogy ezt a korosztályt lehetőség szerint ne a törvény teljes szigorával büntessék, hanem speciális nevelési módszerekkel igyekezzenek "jó útra téríteni". Ezt főként a büntetési tételkeret leszállításával és az ahhoz kapcsolódó speciális szabályokkal éri el.

## A hatályos szabályozás
A büntethetőség elévülésének 2025. január 1. napjától hatályos szabályait a 2012. évi C. törvény (Büntető Törvénykönyv) 26. §-a tartalmazza, az alábbiak szerint:
A főszabály szerint a büntethetőség elévül a büntetési tétel felső határának megfelelő idő, de legalább 5 év elteltével. 
Ez alól vannak kivételek:
- a korrupciós bűncselekmények büntethetősége 12 év elteltével évül el.[2] (A törvény a 2017. szeptember 28-a után elkövetett korrupciós bűncselekményekre alkalmazható, mivel a hatályba lépése a kihirdetését követő harmadik nap.)
- a  Btk. 26. § (3) bekezdéseiben meghatározottak, továbbá
- az egyes bűncselekmények elévülésének kizárásáról szóló törvény eltérő rendelkezése.

Fiatalkorúak esetében ha az elkövetéskor 16. életévüket még nem töltötték be, öt évet meghaladó tartamú szabadságvesztéssel büntetendő bűncselekmény elkövetése esetén öt év, ha már betöltötték a 16. életévüket, tíz évet meghaladó tartamú szabadságvesztéssel büntetendő bűncselekmény elkövetése esetén tíz év, öt évet meghaladó tartamú szabadságvesztéssel büntetendő bűncselekmény elkövetése esetén öt év után következik be az elévülés.
Vannak továbbá olyan bűncselekmények, amelyek elévülését a Btk. kizárja, ezek
- a Btk. XIII. és XIV. Fejezetben meghatározott bűncselekmények (az emberiesség elleni bűncselekmények illetve háborús bűncselekmények),
- az életfogytig tartó szabadságvesztéssel is büntethető bűncselekmények (abban az esetben is, ha az elkövető az elkövetéskor fiatalkorú), végül
- a Btk. XIX. Fejezetben meghatározott, 5 évi szabadságvesztésnél súlyosabban büntetendő bűncselekményeknek (A nemi élet szabadsága és a nemi erkölcs elleni bűncselekmények), ha a bűncselekmény sértettje a bűncselekmény elkövetésekor a 18. életévét nem töltötte be.

## Az elévülés kezdő napja
- befejezett bűncselekmény esetén az a nap, amikor a törvényi tényállás megvalósul,
- kísérlet és előkészület esetén az a nap, amikor az ezeket megvalósító cselekmény véget ér,
- olyan bűncselekmény esetén, amely kizárólag kötelesség teljesítésének elmulasztásával valósul meg, az a nap, amikor az elkövető még az e törvényben megállapított következmény nélkül eleget tehetne kötelességének,
- olyan bűncselekmény esetén, amely jogellenes állapot fenntartásában áll, az a nap, amikor ez az állapot megszűnik.[3]

Az elévülést félbeszakítja a bíróságnak, az ügyészségnek, a nyomozó hatóságnak, illetve nemzetközi vonatkozású ügyekben az igazságügyért felelős miniszternek vagy a külföldi hatóságnak az elkövető ellen a bűncselekmény miatt foganatosított büntetőeljárási cselekménye. Ennek az a jelentősége, hogy a félbeszakítás napján az elévülés határideje ismét (újra) elkezdődik.
Ha az erős felindulásban elkövetett emberölés, a háromévi szabadságvesztésnél súlyosabban büntetendő szándékos súlyos testi sértés, az emberrablás, az emberkereskedelem, a személyi szabadság megsértése, illetve - a 26. § (3) bekezdés c) pontjában foglalt kivétellel - a nemi élet szabadsága és a nemi erkölcs elleni bűncselekmény sértettje a bűncselekmény elkövetésekor a 18. életévét még nem töltötte be, az elévülés határidejébe nem számít be az a tartam, amíg a 18. életévét be nem tölti vagy be nem töltötte volna.

Ha a büntetőeljárást felfüggesztik, a felfüggesztés tartama az elévülés határidejébe nem számít be. Ez a rendelkezés nem alkalmazható, ha a büntetőeljárást azért függesztik fel, mert az elkövető kiléte a nyomozásban nem volt megállapítható, ismeretlen helyen tartózkodik, vagy kóros elmeállapotú lett, továbbá ha a szabadlábon lévő terhelt külföldön ismert helyen tartózkodik és a büntetőeljárás a távollétében nem folytatható le.
Az elévülés határidejébe nem számít be az a tartam, amely alatt a mentelmi jogon alapuló mentesség folytán a büntetőeljárás azért nem volt megindítható vagy folytatható, mert a törvényben biztosított mentelmi jogot a döntésre jogosult nem függesztette fel. Ez a rendelkezés nem alkalmazható olyan magánindítványra büntetendő bűncselekmény esetén, amely miatt a vádat a magánvádló képviseli.
Próbára bocsátás esetén a próbaidő tartama és a jóvátételi munka tartama az elévülés határidejébe nem számít be.

## Vitás kérdések a magyar jogban
A büntethetőség elévülésének kérdésköre a Till Tamás-gyilkosság vonatkozásban kapott nagy nyilvánosságot. Till Tamásnak 2000. május 28. napján veszett nyoma, holttestét 2024 nyarán találta meg a rendőrség, egy más forrásból szerzett információ alapján. A bűncselekmény elkövetésével kezdetben gyanúsított személyekről utóbb kiderült, hogy ártatlanok, azonban az ügyben korábban tanúként kihallgatott Fehér Jánosról bebizonyosodott, hogy önmagáról terelte el a gyanút azzal, hogy két, azóta már elhunyt személyt nevezett meg elkövetőkként. Fehér beismerte a bűncselekmény elkövetését, a rendőrség azonban ezt követően elengedte őt - arra hivatkozva, hogy a nyomozó hatóság álláspontja szerint a büntethetőség elévült. Fehér János ugyanis a bűncselekmény elkövetésekor még csak 16 éves volt, tehát fiatalkorú, és a hatóságok álláspontja szerint a rá vonatkozó speciális szabályok miatt az elévülés 15 év eltelte után, azaz 2015-ben bekövetkezett.
A bejelentés közfelháborodást okozott, valamint dilemmákat a jogértelmezés terén. A régi Btk. (1978. évi IV. törvény) tételesen felsorolta, hogy mely bűncselekmények azok, amelyek nem évülnek el, és köztük ott szerepelt egyértelműen, hogy az emberölés súlyosabban minősülő esetei. Erre hivatkozva a Bács-Kiskun Vármegyei Főügyészség 2024. december 12-én közölte, hogy az ő álláspontjuk szerint nincs szó elévülésről, Fehér Jánost őrizetbe vették, majd 2024. december 14-én le is tartóztatták. A problémát az jelentette, hogy a fiatalkorúakra vonatkozó speciális szabályok viszont azt mondták ki, hogy a 16. évet betöltött elkövető esetében a büntetési tétel felső határa 15 év; a speciális szabályok pedig megelőzik az általánosakat, és mivel ily módon életfogytig tartó szabadságvesztést nem lehetett kiszabni a fiatalkorúval szemben, a felső határral megegyező idő elteltével, azaz 15 év után bekövetkezett az elévülés. Az ügyészség álláspontja szerint viszont teljesen mindegy, hogy az elkövető fiatalkorú vagy felnőttkorú, csak az számít, hogy az adott bűncselekmény elévülhet-e vagy sem.
További problémát okozott az időközben hatályba lépett új Btk. (2012. évi C. törvény) is, amely a tételes felsorolást részben mellőzte, és helyette beemelte, hogy az életfogytig tartó szabadságvesztéssel is büntethető cselekmények büntethetősége sem évül el. Ugyanakkor viszont egyértelműen rögzítette a fiatalkorúakra vonatkozó szabályoknál (109.§.), hogy életfogytig tartó szabadságvesztéssel büntethető bűncselekmények esetében az elévülés mikor következik be - jelen esetben, miután az elkövető betöltötte a 16. életévét, tizenöt év után.
Büntetőeljárásjogi szempontból vetett fel újabb aggályokat Fehér János beismerő vallomása. Ugyanis őt tanúként hallgatták ki eredetileg, és ezt követően közölték vele a gyanúsítást. A terhelti jogok azonban a büntetőeljárásban teljesen mások, mint egy tanú esetében, többek között megilleti őket a hallgatás joga, nem terheli őket a tanúkra vonatkozó igazmondási kötelezettség (csak a hamis vád tilalma), és mivel a gyanúsítás tárgya emberölés minősített esete, így a jogi képviselet kötelező is lett volna, azaz ügyvéd jelenléte nélkül semmiképp nem hallgathatták volna ki. Ez pedig azt jelenti, hogy az eljárási szabályok durva megsértése miatt a beismerő vallomás várhatóan nem használható fel bizonyítékként. Maga Fehér János is közölte őrizetbe vétele után, hogy tagadja az elkövetést, és hogy a beismerő vallomást fenyegetés hatására tette.
Az üggyel kapcsolatban megszólalt Hack Péter egyetemi tanár és Magyar György ügyvéd is, álláspontjuk szerint egyértelműen bekövetkezett az elévülés. Gellér Balázs, az ELTE Büntetőjogi Tanszékének vezetője álláspontja szerint viszont nem, mert a jogszabály nyelvtani értelmezéséből az következik, hogy a határidők számításának a feltétele a büntethetőség elévülése, és amely bűncselekmények eleve nem évülnek el, ott ez fogalmilag kizárt. Ő nagyobb problémát látott abban, hogy az Országgyűlés, amely időközben a Büntető Törvénykönyvet is módosította, a módosító jogszabály indoklásában rögzítette, hogy hogyan is kell értelmezni a törvényt (melyet az Alaptörvény szerint a bíróságoknak figyelembe kell vennie), ez pedig felveti annak az aggályát, hogy a jövőben a törvényhozás rögzítené, mit és hogyan kell értelmeznie a bíróságoknak.
Az Országgyűlés 2024. december 17. napján elfogadott egy módosító törvényjavaslatot, mellyel az elévülést kizárttá tette a fiatalkorúak esetében is, a vitatott Btk. 109.§. módosításával. Az indoklás jogértelmezési bizonytalanságokra hivatkozott, amellyel kapcsolatosan a Diétás Magyar Múzsa című internetes oldal észrevételezte, hogy ilyesmiről nem volt szó, hiszen a Btk. Kommentárban több jogtudós, köztük a Legfőbb Ügyészség osztályvezetője, a legfőbb ügyész korábbi helyettese, valamint kúriai tanácselnökök is határozottan állást foglaltak a kérdésben, ahogy a 2013-ban hatályba lépett Büntető Törvénykönyv miniszteri indoklása is.